# Jason Caffey
Jason Caffey, né le 12 juin 1973 à Mobile en Alabama, est un ancien joueur américain de basket-ball. Il évoluait au poste d'ailier fort.

## Palmarès
- Champion NBA 1996 et 1997